# Ліга націй УЄФА 2022—2023
Ліга націй УЄФА 2022—2023 — третій сезон Ліги націй УЄФА — міжнародного футбольного змагання, в якому беруть участь чоловічі збірні 55-ти членів асоціацій УЄФА. Змагання відбулися з червня по вересень 2022 року (етап ліги), у червні 2023 року (фінал Ліги нації) та у березні 2024 (плей-оф за виживання).

## Формат
55 національних збірних УЄФА розділені на чотири ліги: 16 команд у Лізі A, 16 команд у Лізі B, 16 команд у Лізі C і 7 команд у Лізі D. Ліги А, В, С діляться на чотири групи по чотири команди, Ліга D — на дві групи: по чотири та три команди в кожній. Команди розподіляються між лігами на основі загального рейтингу Ліги націй 2020—21. Кожна команда грає матчі у своїй групі використовуючи формат «домашній» та «виїзний» в спарених матчах у червні та вересні 2022 року.
У найпрестижнішому дивізіоні — Ліга A — команди змагаються за звання чемпіона Ліги націй УЄФА 2022—2023. Переможці груп Ліги A проходять до Фіналу чотирьох Ліги націй у червні 2023, який проходить у форматі плей-оф та складається з півфіналів, матчу за третє місце та фіналу. Суперники у півфіналі і номінальні господарі матчу за третє місце та фіналі визначаються жеребкуванням. Виконавчий комітет УЄФА визначить країну-господаря серед чотирьох учасників. Переможець плей-оф стане чемпіоном Ліги націй.
Окрім того, команди змагаються за підвищення та вибування до вищої чи нижчої ліги. У Лігах B, C і D, переможці груп отримують підвищення, а останні місця з кожної групи Ліг A та B вибувають до нижчої ліги. Оскільки у Лізі C чотири групи, в той час як у Лізі D лише дві, дві команди, які вибувають, визначаються через плей-оф за виживання у березні 2024. На основі загального рейтингу Ліги націй учасників плей-оф, перша команда у рейтингу зіграє з четвертою, а друга з третьою. Плей-оф проходить у двоматчевому форматі, де кожна команда зіграє один матч вдома і один на виїзді (команди, які вищі у рейтингу, грають другий матч вдома). Проте після виключення збірної Росії з турніру лише одна команда має бути понижена до Ліги D, тому у 2024 році дві команди з найгіршим рейтингом провели двоматчеве протистояння. Команда, яка забиває більше голів за загальним рахунком двох матчів, залишається у Лізі C, а їх суперник вибуває до Ліги D. Якщо загальний рахунок є нічийним, застосовується правило виїзного голу, та за потреби команди грають додатковий час. Якщо після додаткового часу переможця не виявлено ані за загальним рахунком, ані за голами на виїзді, доля команд визначається серією післяматчевих пенальті.

### Визначення місць команд у турнірній таблиці
Якщо дві або більше команди в одній групі рівні за очками після завершення етапу ліги, застосовуються наступні критерії:
1. Більша кількість очок, що були здобуті в матчах лише між цими командами;
2. Краща різниця забитих м'ячів в матчах лише між цими командами;
3. Більша кількість голів, забитих в матчах лише між цими командами;
4. Якщо критерії 1-3 застосовані та команди досі рівні за показниками, знову застосовуються критерії 1-3 тільки для матчів між двома командами у випадку, якщо за попередніми критеріями 1-3 можна відсіяти всі інші команди (третю або третю та четверту).[поз 1] Якщо ця процедура не призводить до прийняття рішення, застосовуються критерії від 5 до 11;
5. Краща різниця забитих м'ячів в усіх матчах групи;
6. Більша кількість голів, забитих в усіх матчах групи;
7. Більша кількість голів, забитих на виїзді в усіх матчах групи;
8. Більша кількість перемог в усіх матчах групи;
9. Більша кількість перемог на виїзді в усіх матчах групи;
10. Менша кількість дисциплінарних балів в усіх матчах групи (1 бал за жовту картку, 3 бали за червону картку, як наслідок двох жовтих, 3 бали за пряму червону картку, 4 бали за пряму червону картку одразу після жовтої картки);
11. Позиція в списку учасників Ліги націй УЄФА 2022—23.

### Визначення місць команд у рейтингу ліги
Рейтинг окремої ліги визначається відповідно до наступних критеріїв:
1. Місце в групі;
2. Більша кількість очок;
3. Краща різниця м'ячів;
4. Більша кількість забитих м'ячів;
5. Більша кількість м'ячів, забитих на виїзді;
6. Більша кількість перемог;
7. Більша кількість перемог на виїзді;
8. Менша кількість дисциплінарних балів в усіх матчах групи (1 бал — за жовту картку, 3 бали — за червону картку, як наслідок двох жовтих, 3 бали — за пряму червону картку, 4 бали — за пряму червону картку одразу після жовтої картки);
9. Позиція в списку учасників Ліги націй УЄФА 2022—23.

Для того, щоб розмістити команди в рейтингу ліги, що складається з груп з різної кількістю команд, застосовуються наступні критерії:
1. Результати матчів проти команд, що посіли 4-е місце, не враховуються при порівнянні команд, що фінішували першими, другими чи третіми в своїх групах.
2. Всі результати матчів враховуються при порівнянні команд, що фінішували четвертими в своїх групах.

Рейтинг топ-4 команд Ліги А визначається за їх результатами в фіналі чотирьох Ліги націй:
1. Переможець в рейтингу буде першим;
2. Фіналіст в рейтингу буде другим;
3. Переможець матчу за 3-є місце в рейтингу буде третім;
4. Невдаха матчу за 3-є місце в рейтингу буде четвертим.

### Критерії загального рейтингу
Загальні рейтинги Ліги націй УЄФА встановлюються таким чином:
1. 16 команд ліги A посідають 1-16 місця відповідно до рейтингу своєї ліги.
2. 16 команд ліги B посідають 17-32 місця відповідно до рейтингу своєї ліги.
3. 16 команд ліги C посідають 33-48 місця відповідно до рейтингу своєї ліги.
4. 7 команд ліги D посідають 49-55 місця відповідно до рейтингу своєї ліги.

## Розклад
Нижче наведено розклад Ліги націй УЄФА 2022—23. Оскільки Чемпіонат світу 2022 у Катарі відбудеться наприкінці року, груповий етап пройде у червні та вересні 2022. Матчі плей-оф за виживання у Лізі C пройдуть одночасно з матчами кваліфікаційних плей-оф Євро-2024.
| Етап                          | Раунд               | Дати               |
| ----------------------------- | ------------------- | ------------------ |
| Груповий етап                 | Жеребкування        | 16 грудня 2021     |
| Груповий етап                 | 1 тур               | 1–4 червня 2022    |
| Груповий етап                 | 2 тур               | 5–8 червня 2022    |
| Груповий етап                 | 3 тур               | 9–11 червня 2022   |
| Груповий етап                 | 4 тур               | 12–14 червня 2022  |
| Груповий етап                 | 5 тур               | 22–24 вересня 2022 |
| Груповий етап                 | 6 тур               | 25–27 вересня 2022 |
| Фінал чотирьох                | Півфінали           | 14-15 червня 2023  |
| Фінал чотирьох                | Матч за третє місце | 18 червня 2023     |
| Фінал чотирьох                | Фінал               | 18 червня 2023     |
| Плей-оф за виживання в Лізі C | Перші матчі         | 21 березня 2024    |
| Плей-оф за виживання в Лізі C | Матчі-відповіді     | 26 березня 2024    |

УЄФА мають затвердити порядок матчів групового етапу та їх розклад 17 грудня 2021, наступного дня після жеребкування.
Плей-оф за вибування ліги C заплановані на ті самі дати, що і плей-оф відбору до Чемпіонату Європи 2024. Якщо хоча б один з учасників плей-оф за вибування потрапить також до плей-оф кваліфікації Євро 2024, то плей-оф вибування буде скасовано та натомість з ліги C вибувають команди, які посіли місця 47 та 48 в загальному рейтингу Ліги націй (стаття 16.07).

## Учасники

Карта ліг, у яких бере участь кожна національна команда.
Ліга A
Ліга B
Ліга C
Ліга D

Всі 55 збірних УЄФА братимуть участь у змаганні. Команди, які зайняли останню позицію своєї групи в лігах A, B і C у сезоні 2020—21, понижені, а переможці груп ліг B, C і D — підвищені. Інші команди залишатимуться у своїх відповідних лігах.
У списку учасників 2022–23, УЄФА розподілили команди згідно з загальним рейтингом Ліги націй 2020–21, проте з незначними зміною: команди, що вилетіли зі своїх ліг у попередньому сезоні опинилися в рейтингу одразу після команд, які підвищилися. Команди були розділені на кошики в залежності з їх місцем у списку учасників. Кошики, процедура жеребкування та розклад матчів були затвердженні Виконавчим комітетом УЄФА під час їх зустрічі у  Кишиневі 22 вересня 2021.
|  | Команди, що підвищилися з їхніх ліг у попередньому сезоні |
|  | Команди, що вилетіли з їхніх ліг у попередньому сезоні    |

| К | Збірна     | П | Місце |
| - | ---------- | - | ----- |
| 1 | Франція    |   | 1     |
| 1 | Іспанія    |   | 2     |
| 1 | Італія     |   | 3     |
| 1 | Бельгія    |   | 4     |
| 2 | Португалія |   | 5     |
| 2 | Нідерланди |   | 6     |
| 2 | Данія      |   | 7     |
| 2 | Німеччина  |   | 8     |
| 3 | Англія     |   | 9     |
| 3 | Польща     |   | 10    |
| 3 | Швейцарія  |   | 11    |
| 3 | Хорватія   |   | 12    |
| 4 | Уельс      |   | 17    |
| 4 | Австрія    |   | 18    |
| 4 | Чехія      |   | 19    |
| 4 | Угорщина   |   | 20    |

| К | Збірна               | П | Місце |
| - | -------------------- | - | ----- |
| 1 | Україна              |   | 13    |
| 1 | Швеція               |   | 14    |
| 1 | Боснія і Герцеговина |   | 15    |
| 1 | Ісландія             |   | 16    |
| 2 | Фінляндія            |   | 21    |
| 2 | Норвегія             |   | 22    |
| 2 | Шотландія            |   | 23    |
| 2 | Росія                |   | 24    |
| 3 | Ізраїль              |   | 25    |
| 3 | Румунія              |   | 26    |
| 3 | Сербія               |   | 27    |
| 3 | Ірландія             |   | 28    |
| 4 | Словенія             |   | 33    |
| 4 | Чорногорія           |   | 34    |
| 4 | Албанія              |   | 35    |
| 4 | Вірменія             |   | 36    |

| К | Збірна             | П | Місце |
| - | ------------------ | - | ----- |
| 1 | Туреччина          |   | 29    |
| 1 | Словаччина         |   | 30    |
| 1 | Болгарія           |   | 31    |
| 1 | Північна Ірландія  |   | 32    |
| 2 | Греція             |   | 37    |
| 2 | Білорусь           |   | 38    |
| 2 | Люксембург         |   | 39    |
| 2 | Північна Македонія |   | 40    |
| 3 | Литва              |   | 41    |
| 3 | Грузія             |   | 42    |
| 3 | Азербайджан        |   | 43    |
| 3 | Косово             |   | 44    |
| 4 | Казахстан          |   | 45    |
| 4 | Кіпр               |   | 46    |
| 4 | Гібралтар          |   | 49    |
| 4 | Фарерські острови  |   | 50    |

| К | Збірна      | П | Місце |
| - | ----------- | - | ----- |
| 1 | Естонія     |   | 49    |
| 1 | Молдова     |   | 50    |
| 1 | Ліхтенштейн |   | 51    |
| 1 | Мальта      |   | 52    |
| 2 | Латвія      |   | 53    |
| 2 | Сан-Марино  |   | 54    |
| 2 | Андорра     |   | 55    |

1. 1 2 3 4  Естонія, Казахстан, Кіпр та Молдова потрапили до Плей-оф за виживання у Лізі C, яке відбулося у березні 2022, тобто після жеребкування. Таким чином, на момент жеребкування ще не буде відомо, які з команд перемогли у плей-оф.

Жеребкування групового етапу відбулося 16 грудня 2021 у  Монтре о 19:00 (18:00 CET).
Оскільки усі матчі групового етапу пройдуть у червні та вересні 2022, у жеребкуванні не буде обмежень на зимові матчі. З політичних причин, Росія та Україна (через російську військову агресію) не можуть грати в одній групі. Через обмеження на подорожі надмірної тривалості, будь-яка група може містити максимум одну з наступних пар: Андорра та Казахстан, Мальта та Казахстан, Північна Ірландія та Казахстан, Гібралтар та Азербайджан, Вірменія та Ісландія, Ізраїль та Ісландія.

## Ліга A

### Група A1
| Поз | Команда      | І | В | Н | П | ГЗ | ГП | РГ | О  | Кваліфікація             |     | Хорватія | Данія | Франція | Австрія |
| --- | ------------ | - | - | - | - | -- | -- | -- | -- | ------------------------ | --- | -------- | ----- | ------- | ------- |
| 1   | Хорватія (A) | 6 | 4 | 1 | 1 | 8  | 6  | +2 | 13 | Вихід у фінал Ліги націй |     | —        | 2:1   | 1:1     | 0:3     |
| 2   | Данія        | 6 | 4 | 0 | 2 | 9  | 5  | +4 | 12 |                          |     | 0:1      | —     | 2:0     | 2:0     |
| 3   | Франція      | 6 | 1 | 2 | 3 | 5  | 7  | −2 | 5  |                          | 0:1 | 1:2      | —     | 2:0     |         |
| 4   | Австрія (R)  | 6 | 1 | 1 | 4 | 6  | 10 | −4 | 4  | Виліт в Лігу B           |     | 1:3      | 1:2   | 1:1     | —       |

### Група A2
| Поз | Команда     | І | В | Н | П | ГЗ | ГП | РГ | О  | Кваліфікація             |     | Іспанія | Португалія | Швейцарія | Чехія |
| --- | ----------- | - | - | - | - | -- | -- | -- | -- | ------------------------ | --- | ------- | ---------- | --------- | ----- |
| 1   | Іспанія (A) | 6 | 3 | 2 | 1 | 8  | 5  | +3 | 11 | Вихід у фінал Ліги націй |     | —       | 1:1        | 1:2       | 2:0   |
| 2   | Португалія  | 6 | 3 | 1 | 2 | 11 | 3  | +8 | 10 |                          |     | 0:1     | —          | 4:0       | 2:0   |
| 3   | Швейцарія   | 6 | 3 | 0 | 3 | 6  | 9  | −3 | 9  |                          | 0:1 | 1:0     | —          | 2:1       |       |
| 4   | Чехія (R)   | 6 | 1 | 1 | 4 | 5  | 13 | −8 | 4  | Виліт в Лігу B           |     | 2:2     | 0:4        | 2:1       | —     |

### Група A3
| Поз | Команда    | І | В | Н | П | ГЗ | ГП | РГ | О  | Кваліфікація             |     | Італія | Угорщина | Німеччина | Англія |
| --- | ---------- | - | - | - | - | -- | -- | -- | -- | ------------------------ | --- | ------ | -------- | --------- | ------ |
| 1   | Італія (A) | 6 | 3 | 2 | 1 | 8  | 7  | +1 | 11 | Вихід у фінал Ліги націй |     | —      | 2:1      | 1:1       | 1:0    |
| 2   | Угорщина   | 6 | 3 | 1 | 2 | 8  | 5  | +3 | 10 |                          |     | 0:2    | —        | 1:1       | 1:0    |
| 3   | Німеччина  | 6 | 1 | 4 | 1 | 11 | 9  | +2 | 7  |                          | 5:2 | 0:1    | —        | 1:1       |        |
| 4   | Англія (R) | 6 | 0 | 3 | 3 | 4  | 10 | −6 | 3  | Виліт в Лігу B           |     | 0:0    | 0:4      | 3:3       | —      |

### Група A4
| Поз | Команда        | І | В | Н | П | ГЗ | ГП | РГ | О  | Кваліфікація             |     | Нідерланди | Бельгія | Польща | Уельс |
| --- | -------------- | - | - | - | - | -- | -- | -- | -- | ------------------------ | --- | ---------- | ------- | ------ | ----- |
| 1   | Нідерланди (A) | 6 | 5 | 1 | 0 | 14 | 6  | +8 | 16 | Вихід у фінал Ліги націй |     | —          | 1:0     | 2:2    | 3:2   |
| 2   | Бельгія        | 6 | 3 | 1 | 2 | 11 | 8  | +3 | 10 |                          |     | 1:4        | —       | 6:1    | 2:1   |
| 3   | Польща         | 6 | 2 | 1 | 3 | 6  | 12 | −6 | 7  |                          | 0:2 | 0:1        | —       | 2:1    |       |
| 4   | Уельс (R)      | 6 | 0 | 1 | 5 | 6  | 11 | −5 | 1  | Виліт в Лігу B           |     | 1:2        | 1:1     | 0:1    | —     |

### Фінал чотирьох
Господаря фінального турніру буде обрано серед чотирьох учасників. Суперників у півфіналі буде визначено відкритим жеребкуванням.  Незалежно від жеребкування, господарі (разом із обраним жеребкуванням суперником) потрапляють до півфіналу 1 як номінальний (і фактичний) господар.

#### Сітка
|  | Півфінали                  | Півфінали      |                            |       | Фінал | Фінал |
|  |                            |                |                            |       |       |       |
|  | 14 червня 2023 — Роттердам |                |                            |       |       |       |
|  |                            |                |                            |       |       |       |
|  | Нідерланди                 | 2              |                            |       |       |       |
|  | Нідерланди                 | 2              | 18 червня 2023 — Роттердам |       |       |       |
|  | Хорватія (дч)              | 4              |                            |       |       |       |
|  | Хорватія (дч)              | 4              | Хорватія                   | 0 (4) |       |       |
|  | 15 червня 2023 — Енсхеде   |                | Хорватія                   | 0 (4) |       |       |
|  |                            | Іспанія (пен.) | 0 (5)                      |       |       |       |
|  | Іспанія                    | Іспанія (пен.) | 0 (5)                      | 2     |       |       |
|  | Іспанія                    |                |                            | 2     |       |       |
|  | Італія                     | 1              |                            |       |       |       |
|  | Італія                     | 1              | Матч за 3-тє місце         |       |       |       |
|  |                            |                |                            |       |       |       |
|  | 18 червня 2023 — Енсхеде   |                |                            |       |       |       |
|  |                            |                |                            |       |       |       |
|  | Нідерланди                 | 2              |                            |       |       |       |
|  | Нідерланди                 | 2              |                            |       |       |       |
|  | Італія                     | 3              |                            |       |       |       |

#### Півфінали
| 14 червня 2023 21:45 (20:45 CEST) |

| Нідерланди               | 2–4 (д.ч.) | Хорватія                                                                |
| ------------------------ | ---------- | ----------------------------------------------------------------------- |
| - Мален 34' - Ланг 90+6' | Протокол   | - Крамарич 55' (пен.) - Пашалич 72' - Петкович 98' - Модрич 116' (пен.) |

| Де Кейп, Роттердам Глядачів: 39 359 Арбітр: Іштван Ковач (Румунія) |

| 15 червня 2023 21:45 (20:45 CEST) |

| Іспанія                | 2–1      | Італія                |
| ---------------------- | -------- | --------------------- |
| - Піно 3' - Хоселу 88' | Протокол | - Іммобіле 11' (пен.) |

| Гролс Весте, Енсхеде Глядачів: 24 558 Арбітр: Славко Винчич (Словенія) |

#### Матч за третє місце
| 18 червня 2023 16:00 (15:00 CEST) |

| Нідерланди                     | 2–3      | Італія                                  |
| ------------------------------ | -------- | --------------------------------------- |
| - Бергвейн 68' - Вейналдум 89' | Протокол | - Дімарко 6' - Фраттезі 20' - К'єза 72' |

| Гролс Весте, Енсхеде Глядачів: 21 292 Арбітр: Гленн Нюберг (Швеція) |

#### Фінал
| 18 червня 2023 20:45 |

| Хорватія                                                 | 0–0      | Іспанія                                                  |
| -------------------------------------------------------- | -------- | -------------------------------------------------------- |
|                                                          | Протокол |                                                          |
|                                                          | Пенальті |                                                          |
| - Влашич - Брозович - Модрич - Маєр - Перишич - Петкович | 4–5      | - Хоселу - Родрі - Меріно - Асенсіо - Лапорт - Карвахаль |

| Де Кейп, Роттердам Глядачів: 41 110 Арбітр: Фелікс Цваєр (Німеччина) |

## Ліга B

### Група B1
| Поз | Команда       | І | В | Н | П | ГЗ | ГП | РГ  | О  | Кваліфікація   |     | Шотландія | Україна | Республіка Ірландія | Вірменія |
| --- | ------------- | - | - | - | - | -- | -- | --- | -- | -------------- | --- | --------- | ------- | ------------------- | -------- |
| 1   | Шотландія (P) | 6 | 4 | 1 | 1 | 11 | 5  | +6  | 13 | Вихід у Лігу A |     | —         | 3:0     | 2:1                 | 2:0      |
| 2   | Україна       | 6 | 3 | 2 | 1 | 10 | 4  | +6  | 11 |                |     | 0:0       | —       | 1:1                 | 3:0      |
| 3   | Ірландія      | 6 | 2 | 1 | 3 | 8  | 7  | +1  | 7  |                | 3:0 | 0:1       | —       | 3:2                 |          |
| 4   | Вірменія (R)  | 6 | 1 | 0 | 5 | 4  | 17 | −13 | 3  | Виліт в Лігу C |     | 1:4       | 0:5     | 1:0                 | —        |

### Група B2
| Поз | Команда     | І | В | Н | П | ГЗ | ГП | РГ | О | Кваліфікація     |     | Ізраїль | Ісландія | Албанія | Росія |
| --- | ----------- | - | - | - | - | -- | -- | -- | - | ---------------- | --- | ------- | -------- | ------- | ----- |
| 1   | Ізраїль (P) | 4 | 2 | 2 | 0 | 8  | 6  | +2 | 8 | Вихід у Лігу A   |     | —       | 2:2      | 2:1     | скас. |
| 2   | Ісландія    | 4 | 0 | 4 | 0 | 6  | 6  | 0  | 4 |                  |     | 2:2     | —        | 1:1     | скас. |
| 3   | Албанія     | 4 | 0 | 2 | 2 | 4  | 6  | −2 | 2 |                  | 1:2 | 1:1     | —        | скас.   |       |
| 4   | Росія (D)   | 0 | 0 | 0 | 0 | 0  | 0  | 0  | 0 | Дискваліфіковано |     | скас.   | скас.    | скас.   | —     |

### Група B3
| Поз | Команда                  | І | В | Н | П | ГЗ | ГП | РГ | О  | Кваліфікація   |     | Боснія і Герцеговина | Фінляндія | Чорногорія | Румунія |
| --- | ------------------------ | - | - | - | - | -- | -- | -- | -- | -------------- | --- | -------------------- | --------- | ---------- | ------- |
| 1   | Боснія і Герцеговина (P) | 6 | 3 | 2 | 1 | 8  | 8  | 0  | 11 | Вихід у Лігу A |     | —                    | 3:2       | 1:0        | 1:0     |
| 2   | Фінляндія                | 6 | 2 | 2 | 2 | 8  | 6  | +2 | 8  |                |     | 1:1                  | —         | 2:0        | 1:1     |
| 3   | Чорногорія               | 6 | 2 | 1 | 3 | 6  | 6  | 0  | 7  |                | 1:1 | 0:2                  | —         | 2:0        |         |
| 4   | Румунія (R)              | 6 | 2 | 1 | 3 | 6  | 8  | −2 | 7  | Виліт в Лігу C |     | 4:1                  | 1:0       | 0:3        | —       |

1. 1 2  Очки в очних зустрічах: Чорногорія 6, Румунія 0

### Група B4
| Поз | Команда    | І | В | Н | П | ГЗ | ГП | РГ | О  | Кваліфікація   |     | Сербія | Норвегія | Словенія | Швеція |
| --- | ---------- | - | - | - | - | -- | -- | -- | -- | -------------- | --- | ------ | -------- | -------- | ------ |
| 1   | Сербія (P) | 6 | 4 | 1 | 1 | 13 | 5  | +8 | 13 | Вихід у Лігу A |     | —      | 0:1      | 4:1      | 4:1    |
| 2   | Норвегія   | 6 | 3 | 1 | 2 | 7  | 7  | 0  | 10 |                |     | 0:2    | —        | 0:0      | 3:2    |
| 3   | Словенія   | 6 | 1 | 3 | 2 | 6  | 10 | −4 | 6  |                | 2:2 | 2:1    | —        | 0:2      |        |
| 4   | Швеція (R) | 6 | 1 | 1 | 4 | 7  | 11 | −4 | 4  | Виліт в Лігу C |     | 0:1    | 1:2      | 1:1      | —      |

## Ліга C

### Група C1
| Поз | Команда           | І | В | Н | П | ГЗ | ГП | РГ  | О  | Кваліфікація                  |     | Туреччина | Люксембург | Фарерські острови | Литва |
| --- | ----------------- | - | - | - | - | -- | -- | --- | -- | ----------------------------- | --- | --------- | ---------- | ----------------- | ----- |
| 1   | Туреччина (P)     | 6 | 4 | 1 | 1 | 18 | 5  | +13 | 13 | Вихід у Лігу B                |     | —         | 3:3        | 4:0               | 2:0   |
| 2   | Люксембург        | 6 | 3 | 2 | 1 | 9  | 7  | +2  | 11 |                               |     | 0:2       | —          | 2:2               | 1:0   |
| 3   | Фарерські острови | 6 | 2 | 2 | 2 | 7  | 10 | −3  | 8  |                               | 2:1 | 0:1       | —          | 2:1               |       |
| 4   | Литва (Q)         | 6 | 0 | 1 | 5 | 2  | 14 | −12 | 1  | Участь у плей-оф за виживання |     | 0:6       | 0:2        | 1:1               | —     |

### Група C2
| Поз | Команда           | І | В | Н | П | ГЗ | ГП | РГ | О  | Кваліфікація   |     | Греція | Республіка Косово | Північна Ірландія | Кіпр |
| --- | ----------------- | - | - | - | - | -- | -- | -- | -- | -------------- | --- | ------ | ----------------- | ----------------- | ---- |
| 1   | Греція (P)        | 6 | 5 | 0 | 1 | 10 | 2  | +8 | 15 | Вихід у Лігу B |     | —      | 2:0               | 3:1               | 3:0  |
| 2   | Косово            | 6 | 3 | 0 | 3 | 11 | 8  | +3 | 9  |                |     | 0:1    | —                 | 3:2               | 5:1  |
| 3   | Північна Ірландія | 6 | 1 | 2 | 3 | 7  | 10 | −3 | 5  |                | 0:1 | 2:1    | —                 | 2:2               |      |
| 4   | Кіпр              | 6 | 1 | 2 | 3 | 4  | 12 | −8 | 5  |                | 1:0 | 0:2    | 0:0               | —                 |      |

### Група C3
| Поз | Команда       | І | В | Н | П | ГЗ | ГП | РГ | О  | Кваліфікація   |     | Казахстан | Азербайджан | Словаччина | Білорусь |
| --- | ------------- | - | - | - | - | -- | -- | -- | -- | -------------- | --- | --------- | ----------- | ---------- | -------- |
| 1   | Казахстан (P) | 6 | 4 | 1 | 1 | 8  | 6  | +2 | 13 | Вихід у Лігу B |     | —         | 2:0         | 2:1        | 2:1      |
| 2   | Азербайджан   | 6 | 3 | 1 | 2 | 7  | 4  | +3 | 10 |                |     | 3:0       | —           | 0:1        | 2:0      |
| 3   | Словаччина    | 6 | 2 | 1 | 3 | 5  | 6  | −1 | 7  |                | 0:1 | 1:2       | —           | 1:1        |          |
| 4   | Білорусь      | 6 | 0 | 3 | 3 | 3  | 7  | −4 | 3  |                | 1:1 | 0:0       | 0:1         | —          |          |

### Група C4
| Поз | Команда            | І | В | Н | П | ГЗ | ГП | РГ  | О  | Кваліфікація                  |     | Грузія | Болгарія | Північна Македонія | Гібралтар |
| --- | ------------------ | - | - | - | - | -- | -- | --- | -- | ----------------------------- | --- | ------ | -------- | ------------------ | --------- |
| 1   | Грузія (P)         | 6 | 5 | 1 | 0 | 16 | 3  | +13 | 16 | Вихід у Лігу B                |     | —      | 0:0      | 2:0                | 4:0       |
| 2   | Болгарія           | 6 | 2 | 3 | 1 | 10 | 8  | +2  | 9  |                               |     | 2:5    | —        | 1:1                | 5:1       |
| 3   | Північна Македонія | 6 | 2 | 1 | 3 | 7  | 7  | 0   | 7  |                               | 0:3 | 0:1    | —        | 4:0                |           |
| 4   | Гібралтар (Q)      | 6 | 0 | 1 | 5 | 3  | 18 | −15 | 1  | Участь у плей-оф за виживання |     | 1:2    | 1:1      | 0:2                | —         |

### Рейтинг 4-х місць
| Поз | Груп | Команда       | І | В | Н | П | ГЗ | ГП | РГ  | О | Кваліфікація                  |
| --- | ---- | ------------- | - | - | - | - | -- | -- | --- | - | ----------------------------- |
| 1   | C2   | Кіпр          | 6 | 1 | 2 | 3 | 4  | 12 | −8  | 5 |                               |
| 2   | C3   | Білорусь      | 6 | 0 | 3 | 3 | 3  | 7  | −4  | 3 |                               |
| 3   | C1   | Литва (Q)     | 6 | 0 | 1 | 5 | 2  | 14 | −12 | 1 | Участь у плей-оф за виживання |
| 4   | C4   | Гібралтар (Q) | 6 | 0 | 1 | 5 | 3  | 18 | −15 | 1 | Участь у плей-оф за виживання |

### Плей-оф за виживання в Лізі C
| Команда 1 | Заг. | Команда 2 | 1-й матч | 2-й матч |
| --------- | ---- | --------- | -------- | -------- |
| Гібралтар | 0:2  | Литва     | 0:1      | 0:1      |

## Ліга D

### Група D1
| Поз | Команда     | І | В | Н | П | ГЗ | ГП | РГ  | О  | Кваліфікація   |     | Латвія | Молдова | Андорра | Ліхтенштейн |
| --- | ----------- | - | - | - | - | -- | -- | --- | -- | -------------- | --- | ------ | ------- | ------- | ----------- |
| 1   | Латвія (P)  | 6 | 4 | 1 | 1 | 12 | 5  | +7  | 13 | Вихід у Лігу C |     | —      | 1:2     | 3:0     | 1:0         |
| 2   | Молдова     | 6 | 4 | 1 | 1 | 10 | 6  | +4  | 13 |                |     | 2:4    | —       | 2:1     | 2:0         |
| 3   | Андорра     | 6 | 2 | 2 | 2 | 6  | 7  | −1  | 8  |                | 1:1 | 0:0    | —       | 2:1     |             |
| 4   | Ліхтенштейн | 6 | 0 | 0 | 6 | 1  | 11 | −10 | 0  |                | 0:2 | 0:2    | 0:2     | —       |             |

1. 1 2  Різниця м'ячів в очних зустрічах: Латвія +1, Молдова -1

### Група D2
| Поз | Команда     | І | В | Н | П | ГЗ | ГП | РГ | О  | Кваліфікація   |     | Естонія | Мальта | Сан-Марино |
| --- | ----------- | - | - | - | - | -- | -- | -- | -- | -------------- | --- | ------- | ------ | ---------- |
| 1   | Естонія (P) | 4 | 4 | 0 | 0 | 10 | 2  | +8 | 12 | Вихід у Лігу C |     | —       | 2:1    | 2:0        |
| 2   | Мальта      | 4 | 2 | 0 | 2 | 5  | 4  | +1 | 6  |                |     | 1:2     | —      | 1:0        |
| 3   | Сан-Марино  | 4 | 0 | 0 | 4 | 0  | 9  | −9 | 0  |                | 0:4 | 0:2     | —      |            |

## Загальний рейтинг
За результатами кожної команди буде складено загальний рейтинг змагання.
| Рей | Команда    | І | О  |
| --- | ---------- | - | -- |
| 1   | Іспанія    | 6 | 11 |
| 2   | Хорватія   | 6 | 13 |
| 3   | Італія     | 6 | 11 |
| 4   | Нідерланди | 6 | 16 |
|     |            |   |    |
| 5   | Данія      | 6 | 12 |
| 6   | Португалія | 6 | 10 |
| 7   | Бельгія    | 6 | 10 |
| 8   | Угорщина   | 6 | 10 |
|     |            |   |    |
| 9   | Швейцарія  | 6 | 9  |
| 10  | Німеччина  | 6 | 7  |
| 11  | Польща     | 6 | 7  |
| 12  | Франція    | 6 | 5  |
|     |            |   |    |
| 13  | Австрія    | 6 | 4  |
| 14  | Чехія      | 6 | 4  |
| 15  | Англія     | 6 | 3  |
| 16  | Уельс      | 6 | 1  |

| Рей | Команда              | І | О |
| --- | -------------------- | - | - |
| 17  | Ізраїль              | 4 | 8 |
| 18  | Боснія і Герцеговина | 4 | 8 |
| 19  | Сербія               | 4 | 7 |
| 20  | Шотландія            | 4 | 7 |
|     |                      |   |   |
| 21  | Фінляндія            | 4 | 7 |
| 22  | Україна              | 4 | 5 |
| 23  | Ісландія             | 4 | 4 |
| 24  | Норвегія             | 4 | 4 |
|     |                      |   |   |
| 25  | Словенія             | 4 | 5 |
| 26  | Ірландія             | 4 | 4 |
| 27  | Албанія              | 4 | 2 |
| 28  | Чорногорія           | 4 | 1 |
|     |                      |   |   |
| 29  | Румунія              | 6 | 7 |
| 30  | Швеція               | 6 | 4 |
| 31  | Вірменія             | 6 | 3 |
| 32  | Росія                | 0 | 0 |

| Рей | Команда            | І | О  |
| --- | ------------------ | - | -- |
| 33  | Грузія             | 6 | 16 |
| 34  | Греція             | 6 | 15 |
| 35  | Туреччина          | 6 | 13 |
| 36  | Казахстан          | 6 | 13 |
|     |                    |   |    |
| 37  | Люксембург         | 6 | 11 |
| 38  | Азербайджан        | 6 | 10 |
| 39  | Косово             | 6 | 9  |
| 40  | Болгарія           | 6 | 9  |
|     |                    |   |    |
| 41  | Фарерські острови  | 6 | 8  |
| 42  | Північна Македонія | 6 | 7  |
| 43  | Словаччина         | 6 | 7  |
| 44  | Північна Ірландія  | 6 | 5  |
|     |                    |   |    |
| 45  | Кіпр               | 6 | 5  |
| 46  | Білорусь           | 6 | 3  |
| 47  | Литва              | 6 | 1  |
| 48  | Гібралтар          | 6 | 1  |

| Рей | Команда     | І | О  |
| --- | ----------- | - | -- |
| 49  | Естонія     | 4 | 12 |
| 50  | Латвія      | 4 | 7  |
|     |             |   |    |
| 51  | Молдова     | 4 | 7  |
| 52  | Мальта      | 4 | 6  |
|     |             |   |    |
| 53  | Андорра     | 4 | 2  |
| 54  | Сан-Марино  | 4 | 0  |
|     |             |   |    |
| 55  | Ліхтенштейн | 6 | 0  |

## Плей-оф кваліфікації до Євро-2024
Збірні, які не пройшли до фінального турніру Євро-2024 через груповий етап кваліфікації, мають шанс кваліфікуватися через плей-оф. Ліги A, B та C Ліги націй УЄФА отримають по одному з трьох останніх місць у фінальному турнірі. 4 команди з кожної з ліг, які не кваліфікувалися до Євро, будуть змагалися у плей-оф своєї ліги у березні 2024 року.
Процес відбору команд, використовуючи набір критеріїв, визначив дванадцять команд, які змагалися в плей-оф на основі загального рейтингу Ліги націй.

| Місце | Команда    |
| ----- | ---------- |
| 1 ПГ  | Іспанія    |
| 2 ПГ  | Хорватія   |
| 3 ПГ  | Італія     |
| 4 ПГ  | Нідерланди |
| 5     | Данія      |
| 6     | Португалія |
| 7     | Бельгія    |
| 8     | Угорщина   |
| 9     | Швейцарія  |
| 10    | Німеччина  |
| 11    | Польща     |
| 12    | Франція    |
| 13    | Австрія    |
| 14    | Чехія      |
| 15    | Англія     |
| 16    | Уельс      |

| Місце | Команда              |
| ----- | -------------------- |
| 17 ПГ | Ізраїль              |
| 18 ПГ | Боснія і Герцеговина |
| 19 ПГ | Сербія               |
| 20 ПГ | Шотландія            |
| 21    | Фінляндія            |
| 22    | Україна              |
| 23    | Ісландія             |
| 24    | Норвегія             |
| 25    | Словенія             |
| 26    | Ірландія             |
| 27    | Албанія              |
| 28    | Чорногорія           |
| 29    | Румунія              |
| 30    | Швеція               |
| 31    | Вірменія             |
| 32    | Росія                |

| Місце | Команда            |
| ----- | ------------------ |
| 33 ПГ | Грузія             |
| 34 ПГ | Греція             |
| 35 ПГ | Туреччина          |
| 36 ПГ | Казахстан          |
| 37    | Люксембург         |
| 38    | Азербайджан        |
| 39    | Косово             |
| 40    | Болгарія           |
| 41    | Фарерські острови  |
| 42    | Північна Македонія |
| 43    | Словаччина         |
| 44    | Північна Ірландія  |
| 45    | Кіпр               |
| 46    | Білорусь           |
| 47    | Литва              |
| 48    | Гібралтар          |

| Місце | Команда     |
| ----- | ----------- |
| 49 KD | Естонія     |
| 50    | Латвія      |
| 51    | Молдова     |
| 52    | Мальта      |
| 53    | Андорра     |
| 54    | Сан-Марино  |
| 55    | Ліхтенштейн |

- ПГ Переможець групи в Лізі A, B або C
- KD Кращий переможець групи в Лізі D
- Команда, виділена жирним шрифтом, вийшла в плей-оф
- Команда вийшла напряму у фінальний турнір
- Організатор Євро-2024, кваліфікований автоматично
- Відсторонена від кваліфікаційних змагань

## Позначки
1. ↑  Якщо дві або більше команди рівні в очках, застосовуються критерії від 1 до 3. Після застосування цих критеріїв вони можуть визначити позицію деяких із залучених команд, але не всіх. Наприклад, якщо існує тристоронній зв'язок між командами, застосування перших чотирьох критеріїв може лише зламати зв'язок однієї з команд, залишивши при цьому ще дві команди. У цьому випадку процедура відстеження відновлюється від початку до тих команд, які все ще пов'язані.